# Colégio Militar de Campo Grande
O Colégio Militar de Campo Grande (CMCG) é uma escola militar pública em Campo Grande, Mato Grosso do Sul, Brasil. Fundado em 1993, integra o Sistema Colégio Militar do Brasil (SCMB), subordinado à Diretoria de Educação Preparatória e Assistencial (DEPA) do Exército Brasileiro. Atende cerca de 1.800 alunos nos ensinos fundamental II e médio, sendo referência em ensino de qualidade na região.

## História
O CMCG foi fundado pela Portaria Ministerial nº 324, de 29 de junho de 1993, assinada pelo General Zenildo Gonzaga Zoroastro de Lucena, então Ministro do Exército. Iniciou atividades em 6 de fevereiro de 1995, no antigo quartel-general da 9ª Região Militar, na Avenida Afonso Pena, sob o comando do Coronel José Maria de Souza Nunes. Em 24 de janeiro de 1997, mudou-se para as instalações definitivas na Avenida Presidente Vargas, 2800, bairro Santa Carmélia.

## Subordinação
O CMCG é subordinado à DEPA, órgão do Exército Brasileiro responsável pela gestão do SCMB, sediada no Rio de Janeiro.

## Comandante Atual
O atual comandante do CMCG é o Coronel de Infantaria Alexandre Colombo, conforme informações oficiais do colégio.

## Estrutura
O CMCG ocupa 120.000 m² no bairro Santa Carmélia, com 35.000 m² de área construída, incluindo 60 salas de aula, laboratórios, biblioteca e auditório. Possui instalações esportivas como campo de futebol e ginásio. Conta com ~100 professores e ~140 funcionários.

## Projeto Pedagógico
Segue o currículo do SCMB, alinhado à Base Nacional Comum Curricular (BNCC) e à Lei de Diretrizes e Bases da Educação (LDB), com disciplinas como Matemática, Português e Educação Moral e Cívica (EMC), além de práticas militares. A missão do CMCG inclui atender dependentes de militares, desenvolver o amor à Pátria, preparar para estudos superiores e despertar vocações para a carreira militar, como na Escola Preparatória de Cadetes do Exército (EsPCEx).

## Processo Seletivo
O ingresso ocorre por concurso público anual, com vagas para o 6º ano do ensino fundamental e 1º ano do ensino médio, exigindo provas de Matemática e Português, além de exames médicos. Dependentes de militares têm vagas reservadas por amparo legal.

## Desempenho Acadêmico
Registra IDEB de 6,5 no ensino fundamental II (2019), acima da média estadual (5,1) e nacional (4,9). No ENEM, alcança médias acima de 570 pontos, com aprovações em vestibulares como UFMS.

## Símbolos e Tradições
O lema do CMCG é "Docens ad Exitum" (Educando para o Sucesso). A mascote do SCMB, um carneiro chamado "Nicodemus", simboliza pureza, obediência e ressurreição, sendo conduzido por alunos do 6º ano em formaturas.

## Controvérsia
Em agosto de 2018, o CMCG gerou polêmica ao censurar um capítulo de um livro didático de espanhol que abordava diversidade familiar, incluindo famílias homossexuais. No começo, o então comandante, Coronel Aluízio Pires Ribeiro Filho, anunciou que o capítulo seria excluído, mas, após repercussão negativa, o colégio adquiriu novos livros, gastando R$21.815,19, conforme o Portal da Transparência.